# 가습기살균제사건과 4·16세월호참사 특별조사위원회
가습기살균제사건과 4·16세월호참사 특별조사위원회는 가습기 살균제 사건과 세월호 침몰 사고를 조사하는 위원회로 사회적 참사의 진상규명 및 안전사회 건설 등을 위한 특별법에 의해 설립되었다.